# مارینتهال (کانزاس)
مارینتهال (به انگلیسی: Marienthal) شهری در ایالت کانزاس کشور ایالات متحده آمریکا است که جمعیت آن در سرشماری سال ۲۰۱۰ میلادی، ۷۱ نفر بوده‌است.